# Callitomis trifascia
Callitomis trifascia là một loài bướm đêm thuộc phân họ Arctiinae, họ Erebidae.